# 마쓰다이라 가쓰유키 (초대)
마쓰다이라 가쓰유키(일본어: 松平勝以, 1661년 9월 8일 ~ 1728년 3월 24일)는 에도 시대 전기부터 중기까지의 하타모토, 다이묘이다. 시모사 다코 번 초대 번주를 지냈다.
하타모토 마쓰다이라 가쓰요시(하타모토 마쓰다이라 가쓰마사의 아들, 기이 신구 번주 미즈노 시게나카의 조카)의 9남으로 태어났다. 가쓰유키의 둘째 형 가쓰타다가 후사가 없어 그의 양자가 되었다. 가쓰타다 사후 다코 9천석의 가독을 이었으며 후에 오사카 정번(大坂定番)이 되어 3천석을 가증받아 1만 2천석의 후다이 다이묘가 되었다.